# 공주 마곡사 영산전 목조칠불좌상 및 복장유물
공주 마곡사 영산전 목조칠불좌상 및 복장유물(公州 麻谷寺 靈山殿木造七佛坐像 및 腹藏遺物)은 대한민국 충청남도 공주시 사곡면 운암리, 마곡사에 있는 불상이다. 2016년 3월 10일 충청남도 유형문화재 제236호로 지정되었다.

## 참고 자료
- 공주 마곡사 영산전 목조칠불좌상 및 복장유물 - 국가유산청 국가유산포털